# Coccoloba spinescens
Coccoloba spinescens là một loài thực vật có hoa trong họ Rau răm. Loài này được Morong mô tả khoa học đầu tiên năm 1893.